# Cinelerra
Cinelerra — свободная видеомонтажная система для операционной системы на ядре Linux. Разрабатывается командой Heroine Virtual и распространяется на условиях GNU General Public License.
Cinelerra может работать с видео и звуком очень высокого качества: звук обрабатывается с 64 битной точностью, видео представляется в цветовых пространствах RGBA и YUVA.

## История версий
В 1996 вышла первая версия программы, которая тогда называлась Broadcast 1.0, являлась аудиоредактором и работала только со стерео аудиофайлами формата WAV.
В 1997 Broadcast увеличила версию до 2.0. Было добавлено много эффектов для обработки звукового контента.
В 1999 году вышла первая версия, которая могла работать с видеофайлами, называлась она Broadcast 2000.
Позже название Broadcast 2000 было заменено на Cinelerra.
В таблице ниже представлены только релизы оригинальной Cinelerra-HV
| Дата             | Релизы |
| ---------------- | --- |
| 1 августа 2002   | Cinelerra 1.0.0 |
| 12 сентября 2005 | Cinelerra 2.0 Добавлена возможность осуществлять кодирование H.264 и MPEG-4 без необходимости приобретать лицензию Quicktime pro. Поддержка прямого импорта из MPEG видео файла. Реализован доступ к видео файлам с цифровых видео камер. |
| 8 августа 2008   | Cinelerra 4.0 |
| 24 сентября 2009 | Cinelerra 4.1 |
| 15 октября 2010  | Cinelerra 4.2 |
| 5 августа 2011   | Cinelerra 4.3 |
| 7 сентября 2012  | Cinelerra 4.4 |
| 31 октября 2013  | Cinelerra 4.5 |
| 8 сентября 2014  | Cinelerra 4.6 |
| 11 ноября 2015   | Cinelerra 4.6.1 |
| 17 ноября 2016   | Cinelerra 6 |
| 12 октября 2017  | Cinelerra 7 |
| 22 января 2019   | Cinelerra 7.1 |
| 10 ноября 2019   | Cinelerra 7.2 |
| 4 марта 2021     | Cinelerra 7.3 |
| 21 октября 2021  | Cinelerra 7.4 |
| 23 октября 2022  | Cinelerra 8 |
| 17 мая 2024      | Cinelerra 9 |

## Поддерживаемые форматы файлов
- WAV
- FLAC
- PCM
- AIFF
- AC3 аудио
- Apple QuickTime
- MPEG-4 аудио
- IMAGE SEQUENCES
- STILL IMAGES
- AVI
- MPEG видео
- DVD видео
- MPEG 1 аудио
- Ogg с Theora и Vorbis

## Поддерживаемые драйверы
| Видео: - X11 - X11-XV - X11-OPENGL - BUZ — метод для проигрывания видео в формате JPEG-A - RAW 1394 — первый интерфейс между Linux и камерами firewire - DV 1394 — вторая реализация интерфейса между Linux и камерами firewire - IEC 61883 — третья реализация интерфейса между Linux и DV камерами firewire | Аудио: - OSS - ALSA - ESOUND - RAW 1394 - DV 1394 - IEC 61883 |